# Sultana (raperka)
Songül Aktürk (ur. Kayseri w Turcji) występująca pod pseudonimem artystycznym Sultana – turecka raperka pochodzenia czerkieskiego.

## Dyskografia
- Sultana – Çerkez Kızı (2000, Doublemoon Records)[3]
- Delerium – Chimera (2003, Nettwerk Records, gościnnie)[1]
- Enbe Orkestrası – Enbe Orkestrası (2007, Doğan Music Company, gościnnie)[4]
- Sultana – Şöhret Yolu (2008, Pozitif Müzik Yapim)[5]
- Ferhat Göçer – Çok Sevdim İkimizi & Remixes (2010, Doğan Music Company, gościnnie)[6]